# دریاچه کوموشینی
دریاچه کوموشینی (ترکی استانبولی: Kömüşini Gölu) یک دریاچه در استان قونیه کشور ترکیه است.